# Аттал (военачальник агриан)
Аттал (др.-греч. Άτταλος) — командир отряда агриан в составе войска Александра Македонского.
В античных источниках Аттал фигурирует в качестве командира отряда агриан во время Восточного похода Александра Македонского. Агриане представляли собой фракийское племя в верховьях Стримона в области современной Софии. В македонском войске во время Восточного похода Александра находился отряд численностью от 500 до 2 тысяч агриан. Этот корпус занимал особое положение. Он не только участвовал в сражениях, но и принимал участие в «специальных операциях» в качестве одной из наиболее боеспособных единиц македонского войска. Его командиром был Аттал. В историографии существует несколько версий о происхождении Аттала. По мнению И. Г. Дройзена, Аттал, возможно, был сыном агрианского царя Лангара. Данная гипотеза основана на том, что в войске Александра находились также отряды из других фракийских племён. Одрисскими пельтастами командовал представитель местного царского рода Ситалк, а пеонийскими всадниками — царевич Аристон. По мнению современных историков, Аттал был по происхождению македонянином. Это предположение связано с распространённостью имени «Аттал» в македонском ономастиконе. Возможно, особое положение агриан в македонском войске повлияло на назначение их командиром македонянина, а не представителя местной элиты.
Предположительно, Аттал участвовал в Восточном походе Александра с самого его начала. Во время битвы при Иссе 333 года до н. э. Аттал с агрианами находился позади правого ударного фланга «подковой» у подножья горы таким образом, что одна половина воинов была обращена в сторону персов, а другая — в сторону горы. Агриане Аттала участвовали в первой предварительной фазе битвы, когда они отогнали угрожавший македонянам отряд лучников Дария III, который расположился на горе и мешал развёртыванию войска.
В битве при Гавгамелах 331 года до н. э. Аттал с половиной своего отряда агриан также находился на правом фланге рядом с царской илой. Во время преследования Дария III Александр взял в погоню свои наиболее быстроходные войсковые соединения — гипаспистов Никанора и агриан Аттала, однако в какой-то момент отправил их обратно, оставив при себе лишь всадников.
Участие в преследовании персидского царя является последним упоминанием Аттала в античных источниках. Незвестно, был ли он смещён с должности командира агриан, либо продолжал руководить отрядом до самого конца походов Александра.